# 아시아 농구 챔피언스리그
아시아 농구 챔피언스리그 또는 농구 챔피언스리그 아시아(Basketball Champions League Asia, BCL Asia, 구 명칭: FIBA 아시아 챔피언스 컵)는 국제 농구 아시아 연맹이 주최하는 연례 대륙 클럽 남자 농구 대회이다. 아시아 최고 수준의 농구 클럽 대회이다.
1981년 "아시아 농구 클럽 챔피언십"으로 처음 선보인 이 대회는 2004년 FIBA 아시아 챔피언스 컵으로 이름이 바뀌었다. 2024년에는 토너먼트 이름이 농구 챔피언스 리그 아시아로 변경되었다.
레바논 출신의 알 리야디와 사게세는 각각 3번의 우승을 차지하며 대회 역사상 가장 성공적인 팀이다. 레바논과 이란 클럽은 각 국가의 팀 중 총 6팀으로 가장 많은 타이틀을 획득했다.

## 같이 보기
- 동아시아 슈퍼리그
- 아세안 농구 리그